# سوتلانا توما
سوتلانا توما (روسی: Свeтлана Андpeeвна Тома؛ زادهٔ ۲۴ مارس ۱۹۴۷) یک هنرپیشه اهل مولداوی است.
از فیلم‌ها یا برنامه‌های تلویزیونی که وی در آن نقش داشته است می‌توان به کولی‌ها نزدیک بهشتند، آنا پاولوا اشاره کرد.